# Лесовое (Малинский район)
Лесовое (укр. Лісове) — село на Украине, основано в 1921 году, находится в Малинском районе Житомирской области.
Код КОАТУУ — 1823482805. Население по переписи 2001 года составляет 34 человека. Почтовый индекс — 11600. Телефонный код — 4133. Занимает площадь 0,758 км².

## Адрес местного совета
11640, Житомирская область, Малинский р-н, с. Головки